# Ахтубинское сельское поселение (Волгоградская область)
Ахту́бинское се́льское поселе́ние — муниципальное образование в составе Среднеахтубинского района Волгоградской области.
Административный центр — посёлок Колхозная Ахтуба.

## История
Ахтубинское сельское поселение образовано 5 апреля 2005 года в соответствии с Законом Волгоградской области № 1040-ОД.

## Население
| 2010  | 2012  | 2013  | 2014  | 2015  | 2016  | 2017  |
| ----- | ----- | ----- | ----- | ----- | ----- | ----- |
| 1908  | ↗1955 | ↗1989 | ↘1975 | ↗2005 | ↗2094 | ↗2215 |
| 2018  | 2019  | 2020  | 2021  |       |       |       |
| ↗2293 | ↗2377 | ↗2446 | ↗2449 |       |       |       |

## Состав сельского поселения
| № | Населённый пункт | Тип населённого пункта          | Население |
| - | ---------------- | ------------------------------- | --------- |
| 1 | Киляковка        | посёлок                         | 280       |
| 2 | Колхозная Ахтуба | посёлок, административный центр | 1261      |
| 3 | Новенький        | хутор                           | 283       |
| 4 | Тутов            | хутор                           | 84        |